# Lagoa (Vila Nova de Famalicão)
Lagoa is een plaats (freguesia) in de Portugese gemeente Vila Nova de Famalicão en telt 890 inwoners (2001).